# Blackpink
Blackpink nebo BLΛƆKPIИK je jihokorejská dívčí skupina, vytvořená společností YG Entertainment, skládající se ze čtyř členů: Jisoo, Jennie, Rosé a Lisa. Oficiální debut se uskutečnil 8. srpna 2016 se single albem SQUARE ONE, které obsahuje skladby „WHISTLE“, jež dosáhla na nejvyšší příčku prestižního jihokorejského hudebního žebříčku Gaon Digital Chart, a „BOOMBAYAH“, která skupině vynesla vůbec první umístění na žebříčku Billboard v kategorii World Digital Songs.
Blackpink je jedním z nejvýraznějších fenoménů současnosti. Jejich písně se staly hity a objevují se na hudebních žebříčcích po celém světě. Na Billboard Hot 100 se v roce 2020 umístily s písní „Ice Cream“ na příčce č. 13 (dosud nejvyšší umístění) a jejich nejnovější počin, první korejské album „THE ALBUM“, lámalo rekordy v rámci Billboard 200. Jedná se o vůbec první album od jihokorejské dívčí skupiny, jehož se prodalo více než milion kusů. Staly se zároveň první dívčí skupinou z Jižní Koreje, která pokořila vrchol žebříčku Billboard's Emerging Artists a třikrát se udržela na 1. příčce Billboard's World Digital Song Sales. Píseň „DDU-DU DDU-DU“, jejíž videoklip má od ledna 2019 v rámci jihokorejských skupin nejvyšší počet zhlédnutí na YouTube, získala certifikaci od Recording Industry Association of America (RIAA). Skladba „Kiss and Make Up“ z roku 2018, ve spolupráci s Duou Lipou, byla oceněna certifikací od British Phonographic Industry (BPI) a platinovou certifikací od Australian Recording Industry Association (ARIA).
Blackpink během své kariéry prolomily řadu rekordů. Videoklipy ke skladbám „DDU-DU DDU-DU“ (2018), „Kill This Love“ (2019) a „How You Like That“ (2020) v době svého vydání překonaly nejvyšší počet zhlédnutí za 24 hodin, přičemž třetí jmenovaná píseň pokořila tři Guinnessovy rekordy a vytvořila dva nové. Navíc se vůbec poprvé v historii stalo, aby měla jediná skupina na YouTube rovnou tři hudební videoklipy s více než miliardou zhlédnutí. Blackpink je v současné době druhou nejsledovanější dívčí skupinou na Spotify a nejodebíranějším hudebním umělcem na YouTube.
Skupina ihned dosáhla mimořádného úspěchu a byla oceněna několika významnými cenami, včetně New Artist of the Year na 31. ročníku Golden Disc Awards a 26. ročníku Seoul Music Awards, Mnet Asian Music Award for Best Female Group z roku 2020 a MTV Music Video Award (první vítězství dívčí skupiny z Jižní Koreje). Dívky byly zařazeny na seznam nejvlivnějších celebrit v Jižní Koreji v rámci Forbes Korea (v roce 2019 se umístily na 1. místě a o rok později na místě č. 3) a dostalo se jim uznání v podobě umístění na seznamu 30 Under 30 Asia, což se do té doby žádné jiné dívčí jihokorejské skupině nepovedlo.

## Členky

### Jisoo
Kim Ji-soo (korejsky: 지수) se narodila 3. ledna 1995 v Kunpcho, v provincii Kjonggi, v Jižní Koreji. Má staršího bratra a sestru. V dětství hrála basketbal a chodila na lekce taekwonda. Jako dítě byla také fanouškem skupiny TVXQ. Jisoo studovala na střední škole School of Performing Arts v Soulu a v 11. třídě založila školní dramatický klub, čímž získala nejen více zkušeností v oblasti herectví, ale také se něco málo přiučila ohledně průběhu konkurzů a jejich náležitostech. Jisoo se připojila k YG Entertainment v červenci 2011. Pro svou neobyčejnou krásu se ještě před debutem Blackpink objevila v několika reklamách či videoklipech, ku příkladu k písni „I'm Different“ (나는 달라) od HI SUHYUN nebo „SPOILER (스포일러) + HAPPEN ENDING“ (헤픈엔딩) od EPIK HIGH. V televizi se angažuje i po debutu. Od 5. února 2017 do 4. února 2018 moderovala hudební program SBS Inkigayo spolu s Jin-youngem z GOT7 a Do-youngem z NCT. V roce 2019 si zahrála epizodní roli v televizním seriálu Arthdal Chronicles. 18. srpna 2020 bylo prostřednictvím YG Entertainment oznámeno, že byla obsazena do hlavní role v televizním seriálu Snowdrop, jehož první epizoda vyšla 18. prosince 2021. Jedná se o její vůbec první hlavní roli v kariéře.
V prosinci 2019 se stala lokální ambasadorkou kosmetické kolekce od Dioru s názvem Dior's Beauty. Jedná se o dlouhodobé partnerství, během něhož byla Jisoo v létě roku 2020 zvolena oficiální múzou pro Dior a v březnu 2021 se stala, po boku hereček Natalie Portmanové a Caray Delevingne, globální ambasadorkou v oblasti módy. V únoru 2021 společnost Line Friends oznámila, že s Jisoo navázala exkluzivní partnerství, v jehož rámci Jisoo navrhne svou vlastní herní postavu, která se objeví v mobilní hře KartRider Rush+.

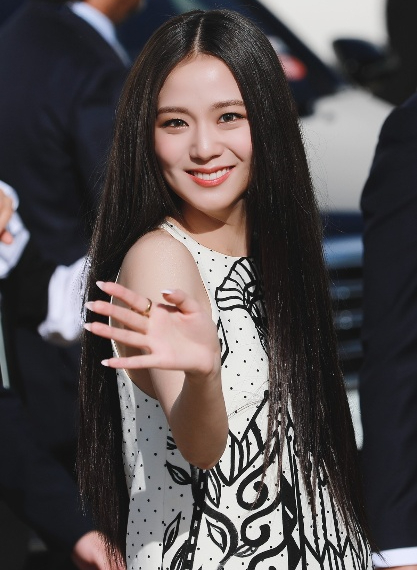
Jisoo

Jisoo je nejstarší členkou Blackpink. Kromě svého mateřského jazyka je schopna mluvit japonsky, čínsky a anglicky.

### Jennie

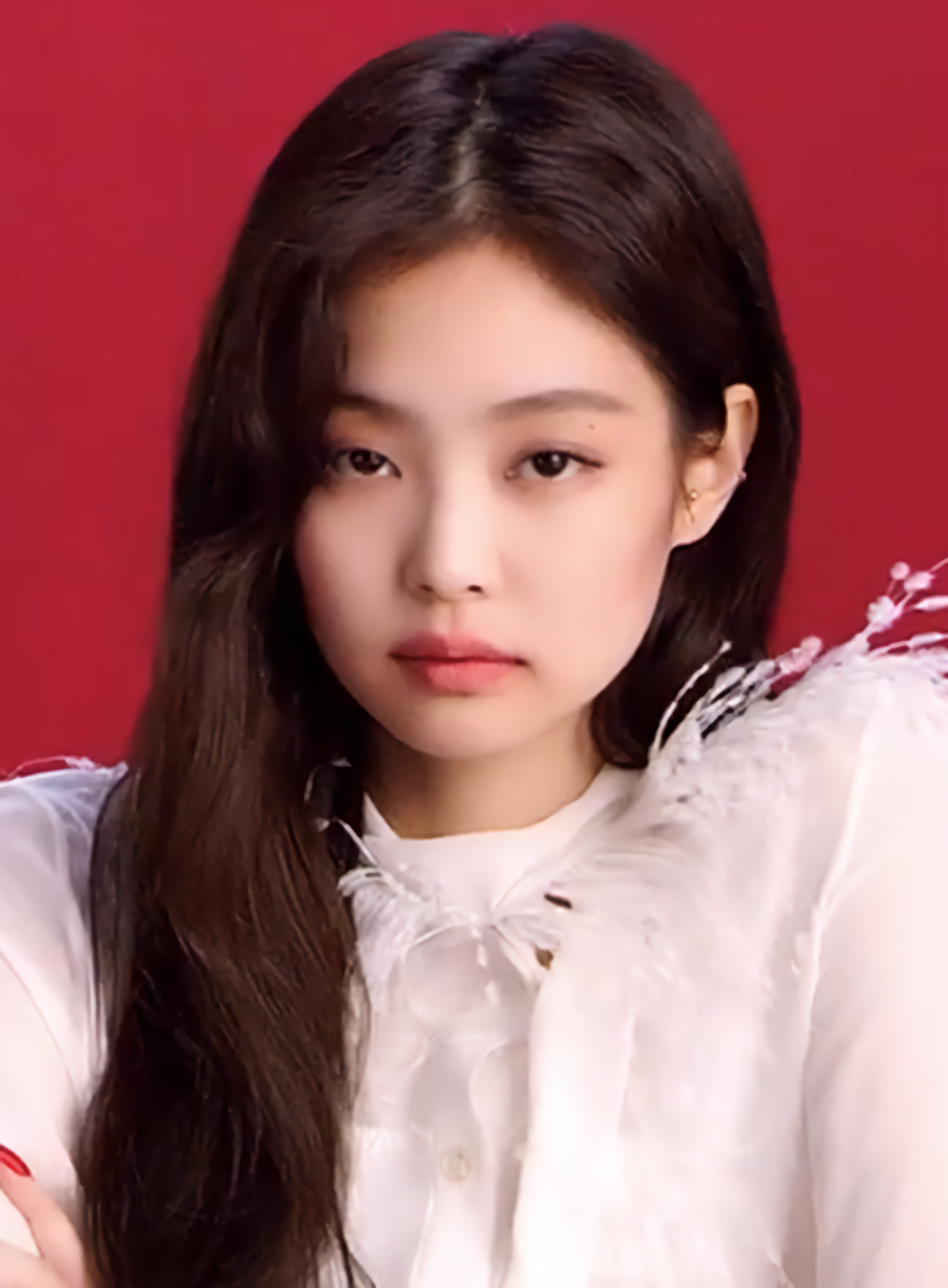
Jennie

Kim Jennie (korejsky: 제니) se narodila v Anjangu, v provincii Kjonggi, v Jižní Koreji 16. ledna 1996. Od svých 9 let studovala na Novém Zélandu, na Waikowhai Intermediate School, později na ACG Parnell College. Již během svých studií se začala zajímat o k-pop. Její matka ji plánovala přestěhovat do Spojených států, konktrétně na Floridu, kde by mohla pokračovat ve studiu. Jennie se tato představa nelíbila, protože sama nevěděla, co chce v budoucnosti dělat. Její rodina ji podpořila a v roce 2010 se vrátila zpět do Jižní Koreje. Ve stejném roce se zúčastnila konkurzu do YG Entertainment, jehož součástí se stala v srpnu. Na debut čekala 6 dlouhých let, během kterých se např. objevila ve videoklipu k písni G-Dragona „That XX“ (그 XX), spolupracovala s ním na skladbě „Black“ (블랙), se Seungrim na „GG Be“ a s Lee Hi na písni „Special“. V polovině října 2018 bylo oznámeno, že Jennie debutuje v rámci Blackpink jako první členka sólově. Debutová skladba s velice autentickým názvem „SOLO" byla poprvé odhalena 10. listopadu 2018 prostřednictvím turné Blackpink In Your Area, dva dny před oficiálním datem vydání.
Jennie je pověstná svou loajalitou k celosvětově známé luxusní značce Chanel. V roce 2018 byla vybrána jako nová modelka pro Chanel Korea Beauty. V červnu téhož roku se stala lokální ambasadorkou této značky (Chanel Korea) a v říjnu bylo její ambasadorství povýšeno na globální úroveň. 15. dubna 2020 bylo oznámeno, že se Jennie spojila s jihokorejskou značkou luxusních brýlí Gentle Monster. Kolekce, kterou Jennie sama navrhla, nese název Jentle Home a je inspirována vzpomínkami na její dětství. 19. února 2021 se Jennie stala jednou z módních redaktorek březnového čísla časopisu Vogue Korea. Podle časopisu se podílela na tvorbě konceptu, rozhodovala o účesech, líčení a stylingu.
Ve skupině zastává pozici vedoucí zpěvačky a hlavní rapperky. Mluví plynně korejsky, anglicky a japonsky.

### Rosé

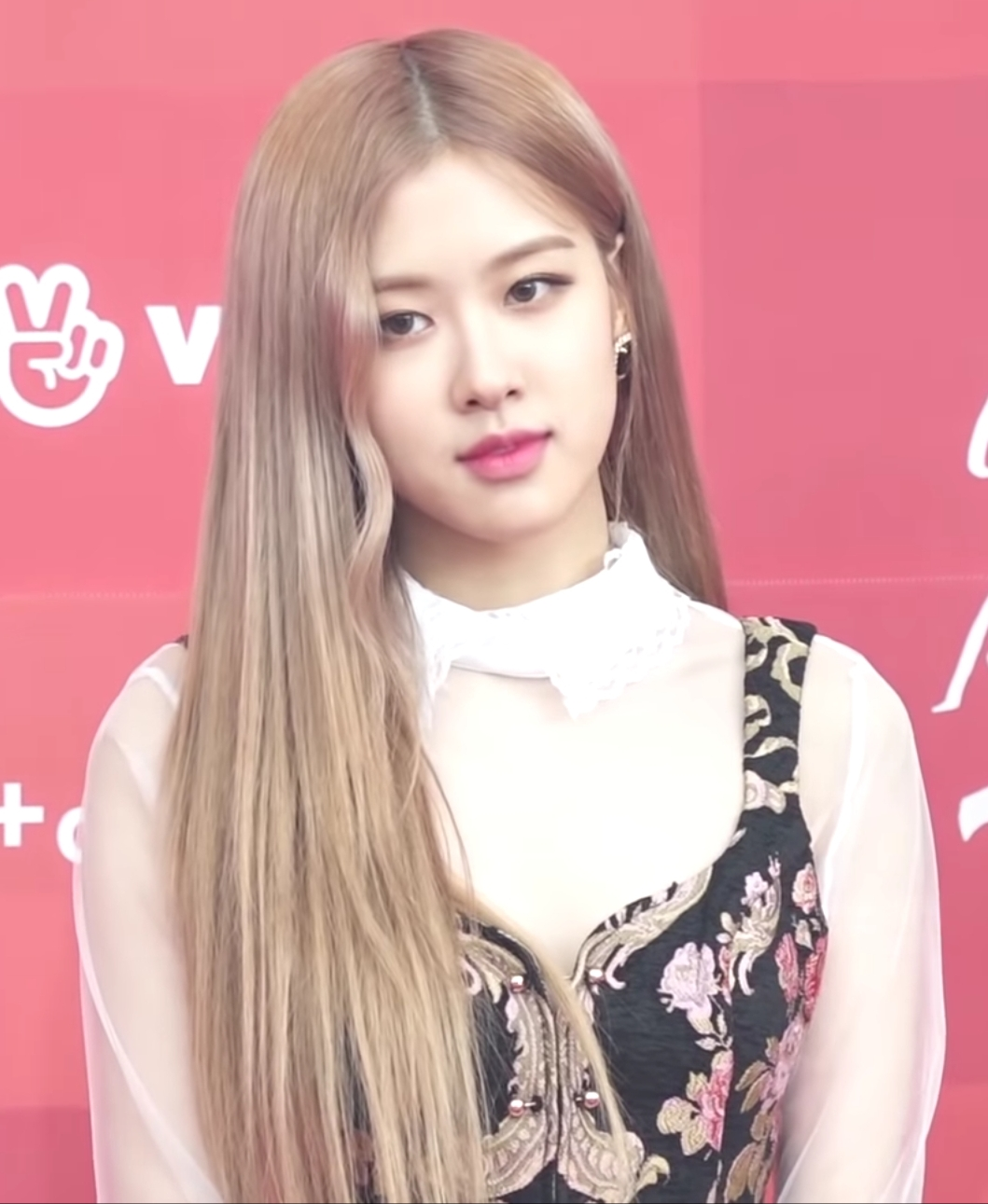
Rosé

Park Roseanne (korejsky: 박채영; Park Chae-young), se narodila v Aucklandu, na Novém Zélandu 11. února 1997, ovšem již od útlého dětství (uvádí se rok 2004) vyrůstala v Melbourne, v Austrálii. Má jednu starší sestru. Rosé zpočátku chodila do Kew East Primary School, kterou v roce 2009 úspěšně dokončila a se studiem pokračovala na Canterbury Girls' Secondary College. Hudba byla vždy její vášní. Naučila se zpívat, hrát na kytaru a piáno; byla aktivní členkou kostelního sboru. V roce 2012 se na popud svého otce, který nechtěl, aby její talent přišel vniveč, zúčastnila konkurzu do YG Entartainment. Umístila se na 1. místě z celkového počtu 700 uchazečů. Během dvou měsíců odešla ze školy, podepsala smlouvu a v květnu se přestěhovala do Soulu. Ve stejném roce se jí dostalo příležitosti spolupracovat s G-Dragonem na skladbě „Without You“ (결국), jež se na Gaon Music Chart dostala na čestné 10. místo a v rámci Billboard Korea K-pop Hot 100 na 15. místo. V roce 2021 nastartovala i ona svou sólovou kariéru. 31. ledna, na online koncertu Blackpink Livestream: The Show vystoupila s písní „Gone". Společně s titulní skladbou „On the Ground" vyšla v rámci debutového single alba -R- 12. března.
V roce 2020 byla jmenována vůbec prvním a dosud i jediným globálním ambasadorem značky Yves Saint Laurent. Na podzim se stala oficiální tváří kampaně Saint Laurent's Fall 2020 a v roce 2021 si ji zvolili jako múzu pro svou kosmetickou značku, Yves Saint Laurent Beauté.
Rosé je pověstná svým unikátním hlasem, jenž získal v hudebním odvětví právě pro svou jedinečnost velké uznání. Z tohoto důvodu působí v Blackpink jako hlavní zpěvačka. Kromě toho je také velice zdatnou tanečnicí. Mluví plynně korejsky a anglicky a ovládá základní principy japonštiny.

### Lisa
Lalisa Manoban (dříve Pranpriya Manoban) (thajsky: ลลิษา มโนบาล / ปราณปริยา มโนบาล), se narodila 27. března 1997 v hlavním městě Thajska, Bangkoku.. Tanci, jenž je její předností, se věnuje již od dětských let. Byla součástí taneční skupiny „We Zaa Cool“ spolu s BamBamem z GOT7. Lisa byla jediná koho přijali na základě konkurzu v Thajsku, k YG Entertainment se oficiálně připojila v dubnu 2011  a stala se tak jejím prvním umělcem nekorejského původu. Před oficiálním debutem Blackpink se objevila ve videoklipu k písni „Ringa Linga“ (링가 링가) od Taeyanga. V lednu roku 2019 byla vybrána Hedi Slimanem jako múza pro Céline. 24. července 2020 se Lisa stala globální ambasadorkou značky BVLGARI. Od března do května 2020 působila v čínské televizní show Youth With You: Season 2 jako učitelka tance.
Je nejmladší členkou Blackpink (maknae), vedoucí rapperka, hlavní tanečnice a příležitostná zpěvačka.
Mluví plynně thajsky, korejsky, anglicky a umí trochu čínsky a japonsky.

## Historie

### 2016: Debut Blackpink s albemSquare OneaSquare Two
Skupina se formovala na základě konkurzů od roku 2010, finální sestava byla představena až o šest let později, dne 29. června 2016. Blackpink se stala první dívčí skupinou, která debutovala pod záštitou YG Entertainment po skupině 2NE1, jež debutovala 9. září 2009.

Blackpink debutovaly 8. srpna s albem SQUARE ONE obsahujícím singly „WHISTLE“ a „BOOMBAYAH“. Obě písničky se umístily na žebříčku Billboard World Digital Songs, konkrétně na 1. a 2. místě. Okamžitě získaly na oblibě, jak v Jižní Koreji, tak v zahraničí. Debutové vystoupení v televizi se odehrálo 14. srpna v rámci programu SBS Inkigayo a o třináct dní později se na tamním žebříčku umístily s písní „WHISTLE“ na nejvyšší příčce, což bylo považováno za rekord nejrychlejšího dosažení 1. místa na hudebním programu dívčí skupinou do roku 2018, kdy je překonala skupina IZ*ONE, jež dosáhla s písní „La Vie en Rose“ prvního vítězství za deset dní. Následovala úspěšná obhajoba jejich prvenství na hudebním kanále Mnet's M Countdown a 8. září zvítězila „WHISTLE“ podruhé. Své propagační akce uzavřely vystoupením na SBS Inkigayo 11. září, kdy se jejich debutová píseň znovu ocitla v čele hudebního žebříčku.

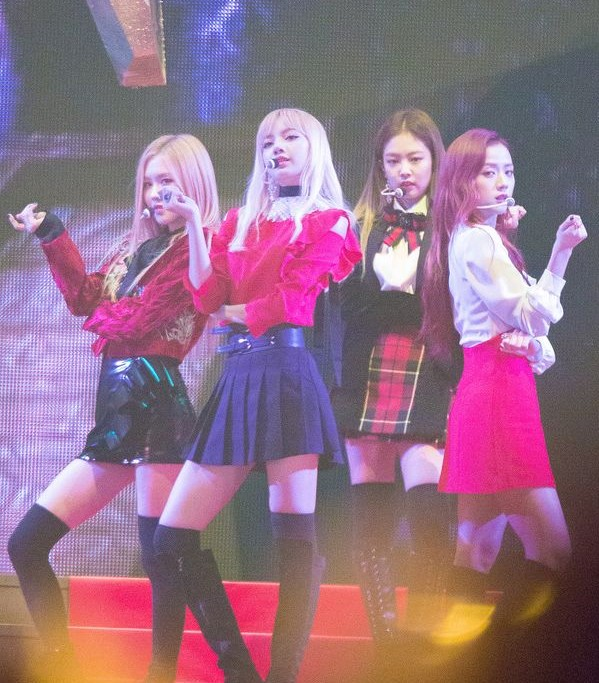
Black Pink během svého vystoupení na 8. ročníku Melon Music Awards 19. listopadu 2016.

Dne 1. listopadu bylo vydáno jejich druhé debutové album SQUARE TWO se dvěma novými singly „PLAYING WITH FIRE“ a „STAY“. Písně z tohoto alba poprvé prezentovaly na SBS Inkigayo 6. listopadu a na Mnet's M Countdown 10. listopadu. „PLAYING WITH FIRE“ se zároveň umístila na 1. místě žebříčku Billboard World Digital Songs. Na domácí půdě dosáhla na 3. místo, zatímco „STAY“ se umístila o sedm příček níže.
Komerční úspěch Blackpink se stal nevídaným. Své první velké ocenění si dívky odnesly již tři měsíce po svém debutu v rámci 1. ročníku Asia Artist Awards 16. listopadu v kategorii Rookie of the Year. A následovaly další úspěchy: Best New Artist a „WHISTLE“ Best Music Video na 8. ročníku Melon Music Awards a Best of Next Artist (Female) na 18. ročníku Mnet Asian Music Awards. Jejich písničky dobývaly nejrůznější hitparády v Jižní Koreji i ve světě. „PLAYING WITH FIRE“ jim ještě na sklonku roku stihla vynést další dvě výhry na SBS Inkigayo. Krásnou pomyslnou tečku za velice úspěšným rokem 2016 udělal Billboard, když Blackpink označil jako „jednu z nejlepších nových K-Pop skupin“.

### 2017: Píseň „As If It's Your Last“ a debut v Japonsku

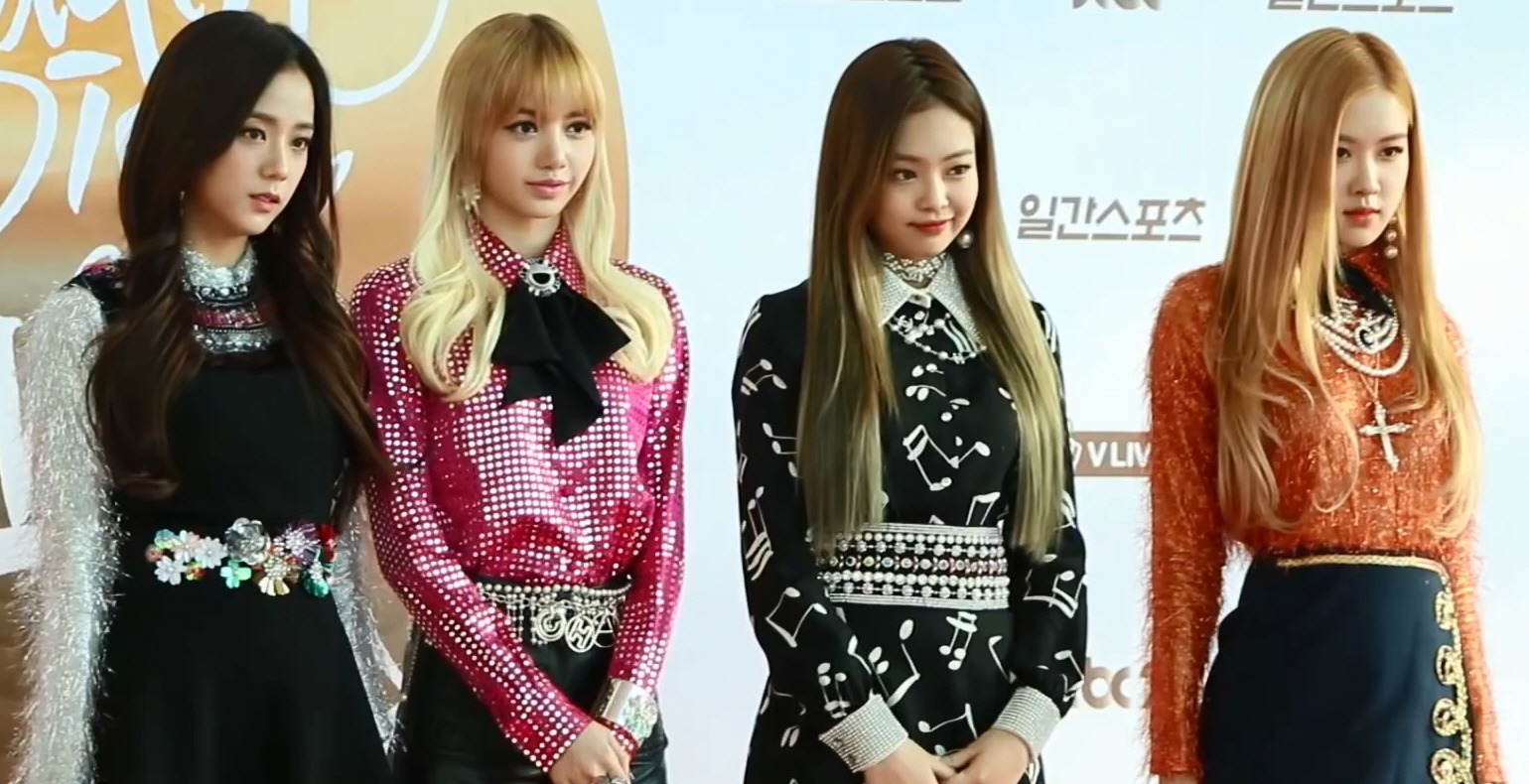
Black Pink na 31. ročníku Golden Disk Award 13. ledna 2017

Nedlouho po začátku nového roku, dne 13. ledna obdržely Blackpink ocenění na 31. ročníku Golden Disc Awards v kategorii New Artist of the Year. Dívky především myslely na své fanoušky, díky kterým těchto mimořádných úspěchů za poměrně krátkou dobu dosáhly, a tak 15. ledna konečně na vědomost vstoupilo pojmenování jejich oficiálního fanklubu a to sice „BLINK“, které vzniklo kontaminací slov „Black“ a „Pink“. 19. ledna získaly na 25. ročníku Seoul Music Awards další cenu New Artist of the Year.
Další smršť cen přišla 22. února na 6. ročníku Gaon Chart Music Awards, odkud si skupina odnesla dokonce tři ceny: Rookie of the Year, Song of the Year – August za „WHISTLE“ a Song of the Year – November za „PLAYING WITH FIRE“.
Ani březen nebyl měsícem, kdy by Blackpink nepřijaly nové ocenění do své sbírky. Rookie of the Year získaly na 12. ročníku Soompi Awards dne 2. března.
Dne 6. května jejich společnost YG Entertainment učinila prohlášení, že Blackpink debutují v Japonsku v období letních měsíců. Výňatek z japonské verze jejich videoklipu „BOOMBAYAH“ byl poprvé k vidění v televizním vysílání dne 17. května.

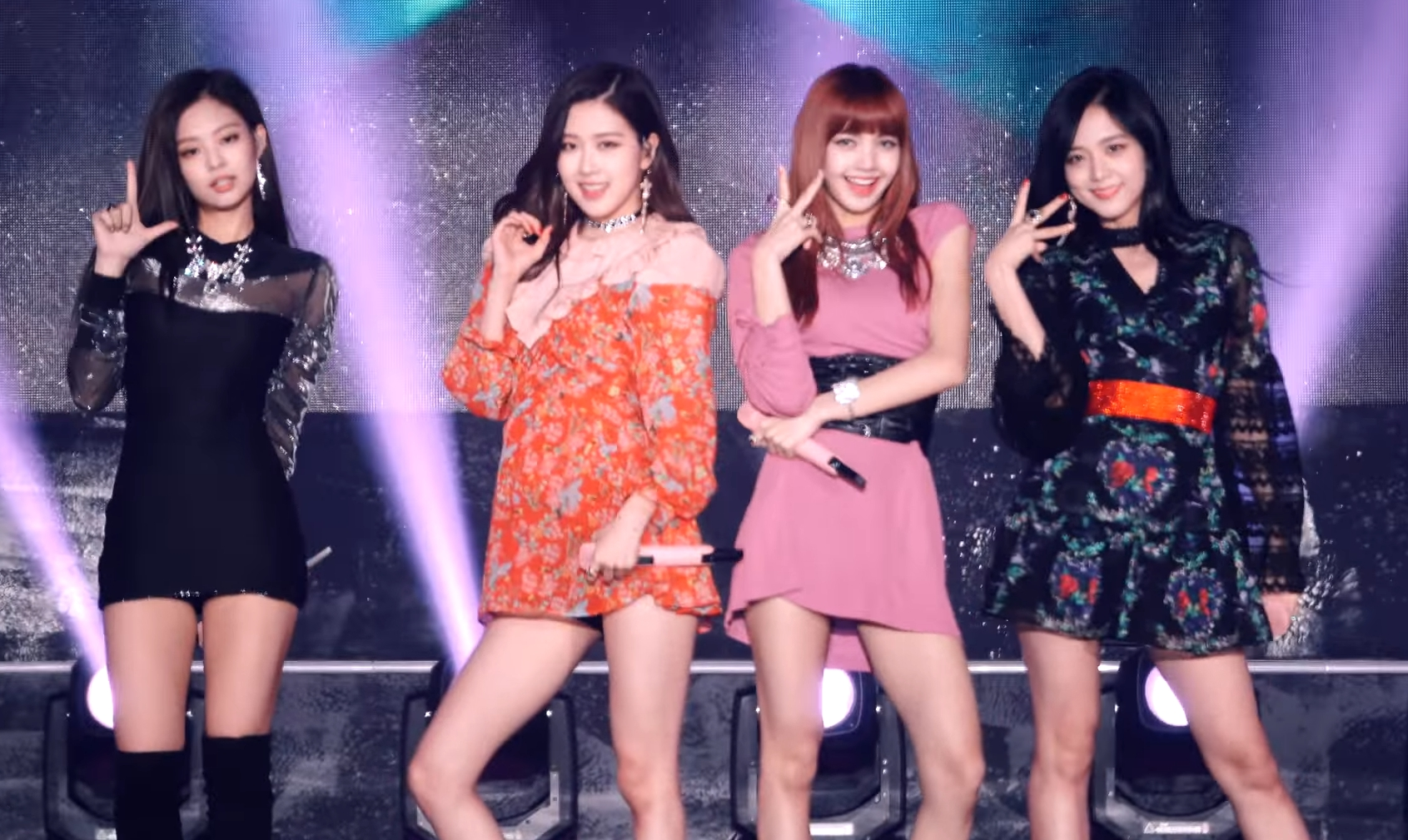
Blackpink vystupují s písní „As If It's Your Last“ na Korea Music Festival 1. října 2017.

V roce 2017 byla zároveň netrpělivě očekávána jejich nová písnička, jež byla vydána pod názvem „As If It's Your Last“ 22. června. Trochu se lišila od předchozí tvorby, ale dokázala zaujmout a sklidila velký úspěch. Stala se již třetí písní této skupiny, jež se uchytila na 1. příčce Billboard World Digital Songs, a to od jejího vydání uplynul necelý den. Oficiální videoklip získal za 24 hodin 13,3 milionů zhlédnutí, což překonalo dosavadní rekord určený písní „Not Today“ od BTS s téměř 11 miliony zhlédnutí. „As If It's Your Last“ vynesla skupině poprvé 1. místo na SBS Inkigayo 2. července a svou pozici obhájila i v dalších dvou následujících týdnech. 7. srpna zhlédlo oficiální videoklip 100 milionů lidí a skupina tak zlomila další rychlostní rekord a připsala si ho ke svému jménu, což byl pro dívky velice výjimečný dárek, jelikož toto prvenství získaly jen den před prvním výročím svého debutu. Singl se ukázal jako „letní bomba“, a tak nebylo divu, když se s ním Blackpink zařadily mezi YouTube's Global Top 25 Songs of the Summer for 2017.
20. července Blackpink konečně debutovaly na japonské půdě, a to v moderní hale Nippon Budókan v Tokiu. Jejich vystoupení sledovalo 14 tisíc diváků, a podle hlášení veřejnosti se lístky na tento den snažilo získat přes 200 tisíc lidí. Vydání debutového alba bylo stanoveno na 9. srpna, což bylo později zrušeno a naplánováno až na 30. srpna, kdy tedy skutečně vyšlo pod jednoduchým jménem BLACKPINK a byly v něm shromážděny všechny dosavadní písničky, jež dívky vydaly. V prvním týdnu bylo prodáno více než 39 tisíc kousků, které umožnily, aby se album stalo číslem jedna v Oricon Albums Chart. Blackpink se tak po sesterské skupině 2NE1 a ruském duu t.A.T.u staly třetí dívčí zahraniční skupinou, která tohoto výsledku dosáhla.
31. října děvčata za svůj osobitý styl získala cenu Style Icon na Busan One Asia Festival (BOF Awards).
3. listopadu byla zveřejněna první „upoutávka“ k jejich budoucí reality show na platformě YouTube s názvem BLACKPINK TV. Bylo to spíše upozornění, že Blackpink chystají něco velkého. Oficiální upoutávka byla zveřejněna až 28. prosince, tedy na úplném sklonku roku 2017.

### 2018: Mini-albumSquare Up,albumBlackpink in Your Area, celosvětové úspěchy a turné, spolupráce s Duou Lipou

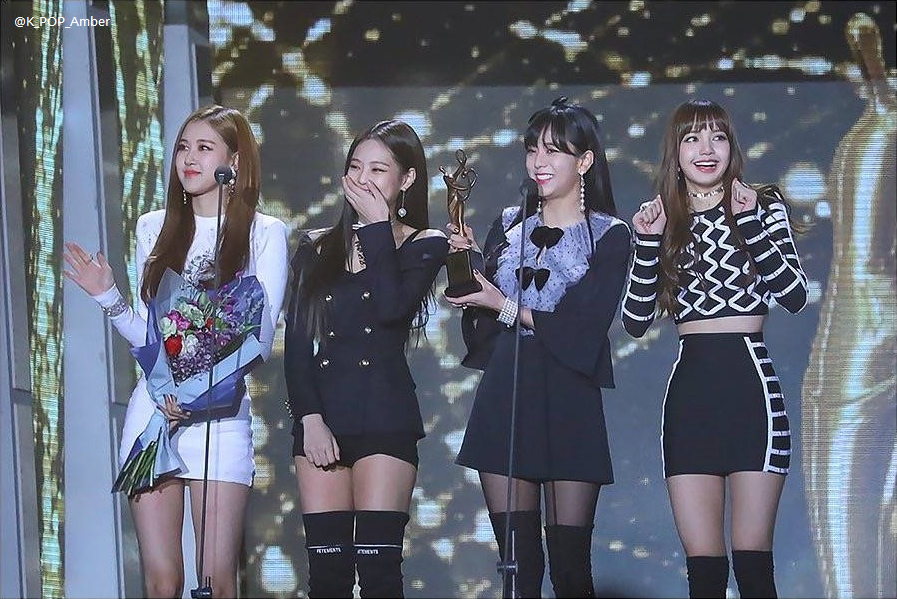
Black Pink přijímají cenu Bonsang na 27. ročníku Seoul Music Awards 25. ledna 2018.

Ihned v prvním měsíci bylo oznámeno, že japonské debutové album bude v rámci fyzické verze rozšířeno o hudební videa a korejské verze všech šesti písniček, a vydáno pod názvem Re:BLACKPINK. 6. ledna byl odvysílán první díl dlouho očekávané reality show pod jménem BLACKPINK HOUSE, jež okamžitě získala na velké oblibě, jelikož fanouškům ukázala hluboké pouto mezi všemi čtyřmi děvčaty a reálně vykreslila kontrast mezi životem idola a snahou odpoutat se alespoň na čas od své profese a žít v rámci možností normální život. 10. ledna se odehrál 32. ročník Golden Disc Awards a BLACKPINK získaly ocenění Digital Bonsang za „As If It's Your Last“. O patnáct dní později jim byla předána cena Bonsang na 27. ročníku Seoul Music Awards.
Na počátku února, přesněji 6. února, byla děvčata oceněna svou vůbec první zahraniční cenou. V rámci The Japan Gold Disc Awards obdržely cenu Best 3 New Artists (Asia) a o osm dní později, dne 14. února, získaly ocenění World K-POP Rookies na 7. ročníku Gaon Chart K-Pop Awards.
V březnu se začalo spekulovat o jejich comebacku, k čemuž generální ředitel YG Entertainment, Yang Hyun-Suk, vyjádřil, že by se skupina měla vrátit na scénu v květnu. 18. března byl odvysílán poslední díl show BLACKPINK HOUSE a 28. března byla vydána přepracovaná verze jejich japonského debutového alba, jak bylo slíbeno na počátku roku.
26. května se společnost YG Entertainment oficiálně vyjádřila k nadcházejícímu návratu BLACKPINK. Dívky se měly poprvé prezentovat jejich vůbec prvním mini-albem. V těsném závěsu za touto dlouho očekávanou událostí, jež nadchla miliony BLINKs po celém světě, byly 28. května vydány oficiální lightsticky. Dne 15. června byl vydán oficiální videoklip k titulní písni DDU-DU DDU-DU a digitální verze mini-alba SQUARE UP.
Jennie debutovala sólově se svým singlem „Solo“ na koncertě Blackpink v Soulu 11. listopadu, jak píseň, tak její oficiální videoklip byly zveřejněny následující den. 19. listopadu Dua Lipa vydala píseň Kiss And Make Up ve spolupráci s Blackpink. Píseň se umístila na 93. místě v Billboard Hot 100 a v UK Singles Chart na 36. místě.
10. listopadu začíná celosvětové turné In Your Area World Tour.

### 2019: Pokračování celosvětového turné, debut v Americe a mini-albumKill This Love
Blackpink debutovaly v Americe na 2019 Grammy Artist Showcase Universal Music Group, v centru Los Angeles 9. února 2019. Skupina se následně objevila v několika amerických televizních pořadech, včetně The Late Show se Stephenem Colbertem a Good Morning America. Toho března se staly vůbec první K-popovou dívčí skupinou, která se ocitla na obalu magazínu Billboard.

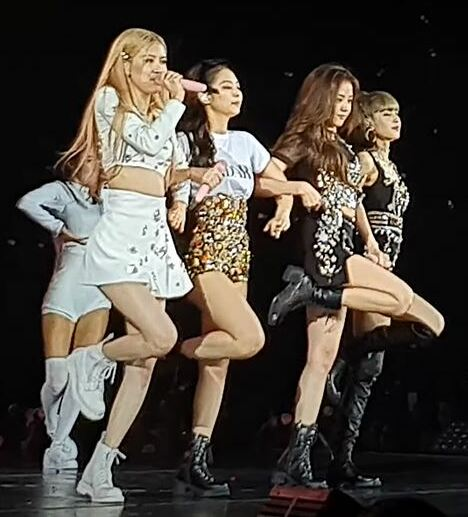
Blackpink Barcelona 2019

Jejich třetí EP, Kill This Love, bylo vydáno 5. dubna 2019 spolu se stejnojmenným singlem. Kill This Love se dostalo na 24. místo v Billboard 200, zatímco hlavní singl dosáhl 41. místa v Billboard Hot 100 a stal se nejvýše umístěným albem od korejského umělce ve dvou hlavních žebříčcích Billboardu. „Kill This Love“ se umístilo na 66. místě v seznamu 100 nejlepších písní roku 2019 podle Billboardu.
Blackpink vystoupili na festivalu Coachella 2019 12. a 19. dubna 2019, čímž se stali první ženskou K-popovou skupinou, které se to podařilo. Vystoupení skupiny byli dobře přijat jak kritiky, tak fanoušky, přičemž Gab Ginsberg z Billboard označil show za „elektrizující“ a „nezapomenutelnou“.
16. října 2019 byla vydána japonská verze Kill This Love, která se umístila na 17. místě v žebříčku Oricon Albums Chart. Skupina se vydala do Japonska pro různé propagační aktivity, včetně vystoupení v japonských hudebních televizních programech Music Station od TV Asahi a Love Music of Fuji TV.

### 2020: Spolupráce,THE ALBUMaLight Up The Sky
22. dubna bylo potvrzeno, že skupina bude pracovat se zpěvačkou Lady Gaga na jejím šestém studiovém albu Chromatica. Jejich spolupráce, „Sour Candy“, byla vydána jako propagační singl 28. května 2020.
18. května YG Entertainment oznámili, že skupina vydá v červnu singl k propagaci svého prvního korejského studiového alba. 26. června byl singl „How You Like That“ k dlouho očekávanému a slibovanému korejskému studiovému albu vydán, song překonal rekord. Za 24 hodin sklidil 86,3 milionů zhlédnutí. "How You Like That" se stala pátou písní od Blackpink v hitparádě Billboard Hot 100 (vyvrcholila na 33. místě) a její videoklip překonal pět Guinnessových rekordů. Píseň se umístila na prvním místě v žebříčku 10 nejlepších skladeb léta 2020 na Youtube Music a vyhrála Song of Summer na MTV Video Music Awards 2020, čímž se Blackpink členky staly prvními korejskými umělkyněmi, které tuto cenu obdržely.

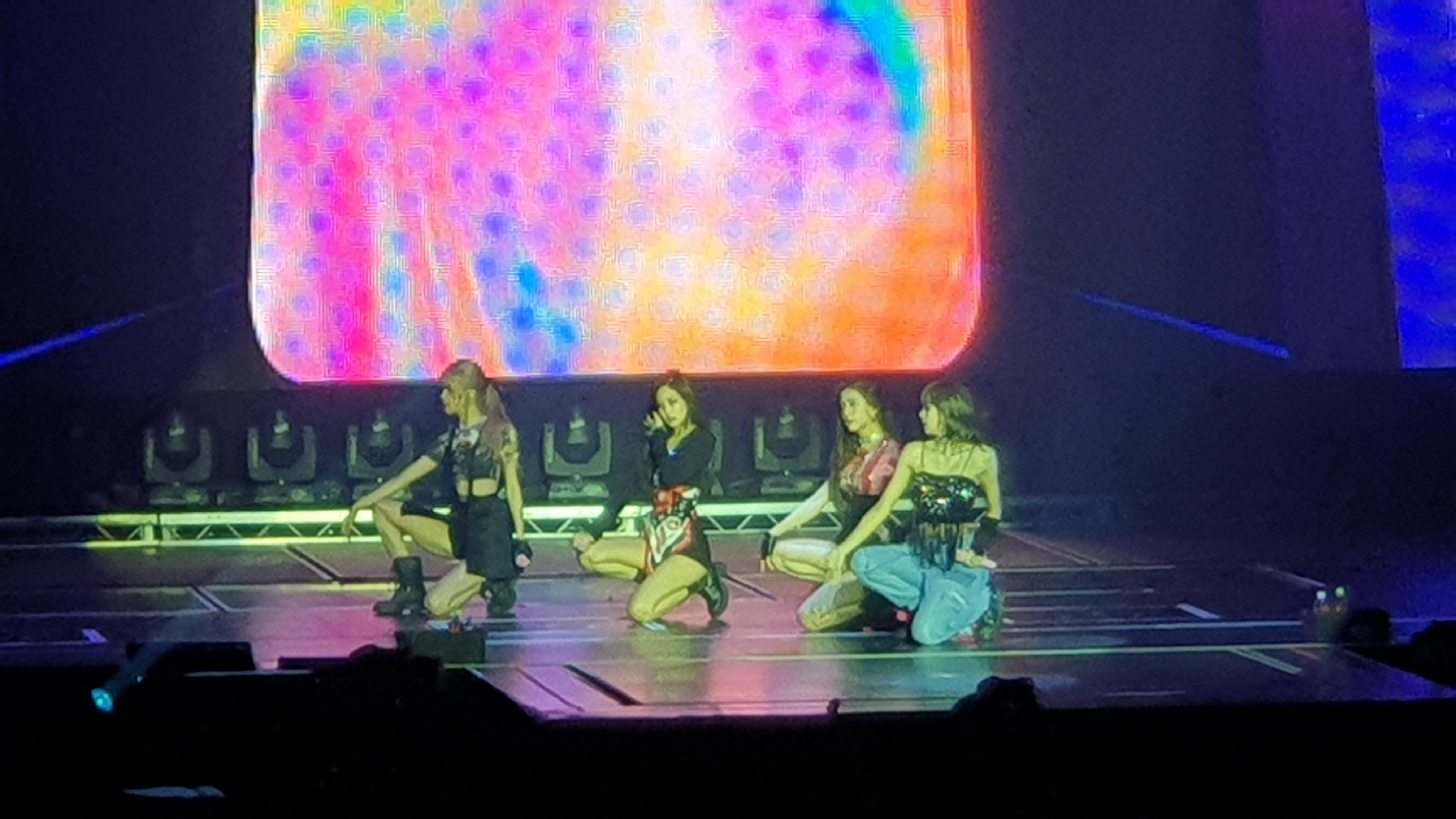
Blackpink Amsterdan 2020

28. srpna – druhý singl „Ice Cream“ ve spolupráci se Selenou Gomez, který byl napsán Tommy Brownem a Arianou Grande

## Dědictví a kulturní dopad
| Název                  | Datum vydání | Seznam skladeb |
| ---------------------- | ------------ | --- |
| SQUARE ONE             | 8. 8. 2016   | 1. WHISTLE 2. BOOMBAYAH |
| SQUARE TWO             | 1. 11. 2016  | 1. PLAYING WITH FIRE 2. STAY 3. WHISTLE (Acoustic Ver.) 4. WHISTLE 5. BOOMBAYAH |
| As If It's Your Last   | 22. 6. 2017  | 1. As If It's Your Last |
| BLACKPINK              | 29. 8. 2017  | 1. Boombayah (Japanese Version) 2. Whistle (Japanese Version) 3. Playing With Fire (Japanese Version) 4. Stay (Japanese Version) 5. As If It's Your Last (Japanese Version) 6. Whistle (Acoustic Ver.) [Japanese Version]         |
| Re: BLACKPINK          | 28. 3. 2018  | 1. Boombayah (Japanese Version) 2. Whistle (Japanese Version) 3. Playing With Fire (Japanese Version) 4. Stay (Japanese Version) 5. As If It's Your Last (Japanese Version) 6. Whistle (Acoustic Ver.) [Japanese Version]         |
| SQUARE UP              | 15. 6. 2018  | 1. DDU-DU DDU-DU 2. Forever Young 3. Really 4. See U Later |
| BLACKPINK IN YOUR AREA | 5. 12. 2018  | 1. BOOMBAYAH -JP Ver.- 2. WHISTLE -JP Ver.- 3. PLAYING WITH FIRE -JP Ver.- 4. STAY -JP Ver.- 5. AS IF IT'S YOUR LAST -JP Ver.- 6. DDU-DU DDU-DU -JP Ver.- 7. FOREVER YOUNG -JP Ver.- 8. REALLY -JP Ver.- 9. SEE U LATER -JP Ver.- |
| Kill This Love         | 5. 4. 2019   | 1. Kill This Love 2. Don't Know What To Do 3. Kick It 4. Hope Not 5. DDU-DU DDU-DU (Remix) |
| THE ALBUM              | 2. 10. 2020  | 1. How You Like That 2. Ice Cream ft. Selena Gomez 3. Pretty Savage 4. Bet You Wanna ft. Cardi B. 5. Lovesick Girls 6. Crazy Over You 7. Love To Hate Me 8. You Never Know                                                        |
| Born Pink              | 16. 9. 2022  | 1. Pink Venom 2. Shut Down 3. Typa Girl 4. Yeah Yeah Yeah 5. Hard to Love (Rosé solo) 6. The Happiest Girl 7. Tally 8. Ready for Love                                                                                             |